# Michael G. Wilson
Michael Gregg Wilson (New York, 21 gennaio 1942) è un produttore cinematografico e sceneggiatore statunitense.
Principalmente noto per far parte, dal 1964, della squadra dei film di James Bond. In 34 anni ha ricoperto varie mansioni quali l'attore, l'aiuto regista, il produttore e lo sceneggiatore. Nel 2024 viene insignito, insieme alla sorellastra e collega Barbara Broccoli, del Premio Oscar alla memoria Irving G. Thalberg per i loro grandi meriti produttivi nel campo della cinematografia, in particolare per la produzione della saga di James Bond, e il loro contributo all'industria del cinema.

## Biografia
Figlio di primo letto di Dana Broccoli (moglie di Albert R. Broccoli fino alla sua morte) e Lewis Wilson (primo attore, nel 1943, ad interpretare Batman nel serial cinematografico Batman). È quindi figliastro di Cubby Broccoli e fratellastro di Barbara Broccoli. È un importante collezionista di fotografia storica (parte della collezione è presso il Getty Museum di Los Angeles).

## Filmografia parziale

### Aiuto regista
- Agente 007 - Missione Goldfinger (Goldfinger) (1964)

### Sceneggiatore (con Richard Maibaum)
- Solo per i tuoi occhi (For Your Eyes Only) (1981)
- Octopussy - Operazione piovra (Octopussy) (1983)
- 007 - Bersaglio mobile (A View to a Kill) (1985)
- 007 - Zona pericolo (The Living Daylights) (1987)
- 007 - Vendetta privata (Licence to Kill) (1989)

### Produttore
- GoldenEye, regia di Martin Campbell (1995)
- Il domani non muore mai, regia di Roger Spottiswoode (Tomorrow Never Dies) (1997)
- Il mondo non basta, regia di Michael Apted (The World Is Not Enough) (1999)
- La morte può attendere, regia di Lee Tamahori (Die Another Day) (2002)
- Casino Royale, regia di Martin Campbell (2006)
- Quantum of Solace, regia di Marc Forster (2008)
- Skyfall, regia di Sam Mendes (2012)
- Spectre, regia di Sam Mendes (2015)
- Nancy, regia di Christina Choe (2018)
- The Rhythm Section, regia di Reed Morano (2020)
- No Time to Die, regia di Cary Fukunaga (2021)

### Attore
- Agente 007 - Missione Goldfinger (Goldfinger) (1964)
- La spia che mi amava (The Spy Who Loved Me) (1977)
- Moonraker - Operazione spazio (Moonraker) (1979)
- Solo per i tuoi occhi (For Your Eyes Only) (1981)
- Octopussy - Operazione piovra (Octopussy) (1983)
- 007 - Bersaglio mobile (A View to a Kill) (1985)
- 007 - Zona pericolo (The Living Daylights) (1987)
- 007 - Vendetta privata (Licence to Kill) (1989)
- GoldenEye (1995)
- Il domani non muore mai (Tomorrow Never Dies) (1997)
- Il mondo non basta (The World Is Not Enough) (1999)
- La morte può attendere (Die Another Day) (2002)
- Casino Royale (2006)
- Quantum of Solace (2008)
- Skyfall (2012)
- Spectre (2015)
- No Time to Die, regia di Cary Fukunaga (2021)